# Bill Israel
Bill Israel – trzeci album studyjny amerykańskiego rapera Kodaka Blacka.  Został wydany 11 listopada 2020 roku przez Atlantic Records. Na albumie gościnnie wystąpili Tory Lanez, Jackboy, Gucci Mane, CBE i Lil Yachty.

## Tło
Kodak ogłosił swój trzeci album studyjny 26 października 2020 r. na Instagramie, podczas pobytu w więzieniu. W poście Kodak ujawnił tytuł, długość i okładkę projektu, która przedstawia Kodaka obok rabina. W tle można zobaczyć np. Liczne krzyże, Gwiazde Dawida i napis „#THESTAROFDAVID”. Odnoszą się one do hebrajskiej i izraelickiej tożsamości Kodaka, którą odkrył, podczas pobytu w więzieniu po przestudiowaniu pism świętych z rabinem, który służył jako kapelan więzienny.
5 listopada 2020 roku Kodak Black opublikował listę utworów z albumu.

## Sprzedaż
Bill Israel zadebiutował na 42. miejscu na amerykańskiej liście Billboard 200 z 16 000 sprzedanymi egzemplarzami.

## Lista utworów
Informacje zaczerpnięte z Apple Music.
| No.           | Tytuł                                  | Producenci                                  | Length |
| ------------- | -------------------------------------- | ------------------------------------------- | ------ |
| 1.            | "Remember The Times"                   | L Beats                                     | 3:23   |
| 2.            | "I Wanna Live"                         | - TrapMoneyBenny - Nova Wav - Chef Boya Dru | 1:52   |
| 3.            | "Eeny, Meeny, Miny, Moe"               | - Greedy Money - Duba-AA                    | 3:39   |
| 4.            | "Spain" (feat. Tory Lanez and Jackboy) | - John $K McGee - Xeryus - Hector Chaparro  | 4:45   |
| 5.            | "The Fire"                             | - Ian McKee - Kuya - Dyryk - RBProd         | 2:38   |
| 6.            | "Pimpin Ain't Eazy"                    | - Taz Taylor - Nick Mira - Charlie Handsome | 2:57   |
| 7.            | "I Knew It" (feat. Gucci Mane and CBE) | - Dyryk - DZYonthebeat                      | 2:13   |
| 8.            | "Feeling Myself Today"                 | - Earl on the Beat - Beats By Bangs         | 3:08   |
| 9.            | "Serene"                               | C-ClipBeatz                                 | 3:35   |
| 10.           | "Make a Hit" (feat. Lil Yachty)        | - DJ Showtime - Dyryk                       | 3:31   |
| 11.           | "Dummy Green"                          | C-ClipBeatz                                 | 2:08   |
| Cała długość: | Cała długość:                          | Cała długość:                               | 33:49  |

## Pozycje na listach
| Lista (2020)                           | Pozycja |
| -------------------------------------- | ------- |
| USA Billboard 200                      | 42      |
| USA Top R&B/Hip-Hop Albums (Billboard) | 20      |